# Tadeusz Steckiewicz
Tadeusz Aleksander Steckiewicz (ur. 12 grudnia 1957) – polski przedsiębiorca, działacz partyjny i studencki, menedżer, w latach 2001–2003 podsekretarz stanu w Ministerstwie Skarbu Państwa.

## Życiorys
W 1980 ukończył studia z administracji na Wydziale Prawa i Administracji Uniwersytetu Warszawskiego, ukończył także kurs na członków rad nadzorczych spółek Skarbu Państwa.
Od 1980 do 1982 pracował jako kierownik wydziału w Ludowych Zespołach Sportowych, a od 1982 do 1986 na tożsamym stanowisku w Związku Socjalistycznej Młodzieży Polskiej. W latach 1986–1987 doradca w Kancelarii Rady Państwa, a od 1987 do 1990 doradca i zastępca kierownika wydziału w Naczelnym Komitecie Zjednoczonego Stronnictwa Ludowego. W latach 1990–2000 był dyrektorem spółki Imperson, specjalizującej się w handlu zagranicznym. Od 2000 do 2001 pozostawał wiceprezesem powiązanych z poprzednią firmą Radomskich Zakładów Drobiarskich Imperson. W grudniu 2001 objął z rekomendacji Polskiego Stronnictwa Ludowego funkcję podsekretarza stanu w Ministerstwie Skarbu Państwa. Stanowisko utracił 3 marca 2003 po wyjściu PSL z koalicji rządzącej. W tym samym roku został sekretarzem Polskiej Izby Handlu. W czerwcu 2003 został prezesem zarządu i dyrektorem naczelnym Mennicy Polskiej, pełniąc funkcję do 2012. W 2010 zasiadł w radzie nadzorczej Ruchu SA.